# Abarema ganymedea
Abarema ganymedea là một loài rau đậu thuộc họ Fabaceae. Loài này chỉ có ở hai nơi: miền bắc Antioquia ở Colombia, và Esmeraldas ở Ecuador.